# Hôtel Parc-Beaumont
L’hôtel Parc-Beaumont est un établissement hôtelier de luxe construit par l'architecte Palois Jean-Michel Lamaison et son associé Michel Camborde (Camborde-Lamaison Architectes), exploité par la marque MGallery Hotel Collection, et propriété de la holding Gaillac & Associés.
Il est situé au 1, avenue Édouard-VII, à Pau, dans le département français des Pyrénées-Atlantiques, en région Nouvelle-Aquitaine.

## Situation
L’hôtel se situe au nord du parc Beaumont. Il est bordé de l’allée Alfred-de-Musset au sud, de l’avenue Édouard-VII à l’est et du boulevard Barbanègre au nord.

## Historique
L’hôtel est l’aboutissement d’un second projet de la holding familiale Gaillac & Associés, dont le premier n’est autre que l’hôtel Burdigala, situé à Bordeaux. Le projet, bien que porteur, et plutôt mal accueilli, où l’on voit alors mal l’implantation d’un établissement de luxe au sein de la ville.
Les travaux démarrent en 2003, et l’architecture du bâtiment et d’emblée très critiquée, mais celui-ci est néanmoins achevé l’année suivante. Après dix ans de service, l’hôtel voit sa décoration rafraichie entre 2013 et 2019 sous la houlette d'architectes d’intérieur, comme le Palois Jean-Pierre Bouvée pour le hall et les pièces de réception dont le restaurant Le Jeu de Paume et le bar Le Grand Prix, ainsi que le duo Violaine Rouch et Sabrina Hourat pour l’ensemble des chambres et suites.

## Description
L’établissement, classé cinq étoiles, dispose en outre d’un spa Beauté spa bambou avec trois cabines de soins, d’un espace détente situé en sous-sol, avec une piscine de 15 mètres, un jacuzzi, un sauna, et un hammam, mais également d’une salle de remise en forme située au 4e étage.
Le stationnement est assuré par un parking extérieur ainsi qu’un parking souterrain.

### Chambres et suites
L’hôtel dispose de 68 chambres et de 12 suites, réparties sur quatre niveaux.

### Restaurant & bar
L’hôtel dispose d’un restaurant Le Jeu de Paume sous la direction du chef Alexandre Paget, ainsi que d’un bar Le Grand Prix.